# Kontynenty (miesięcznik)
Kontynenty – miesięcznik o tematyce geograficzno-krajoznawczej, ukazujący się w PRL-u.
Wydawcą czasopisma było Krajowe Wydawnictwo Czasopism RSW Prasa-Książka-Ruch z siedzibą przy ul. Senatorskiej w Warszawie. Redaktorami naczelnym byli m.in. Leon Onichimowski, Jerzy Chociłowski.
W 2012 roku pod nazwą Kontynenty zaczął ukazywać się nowy periodyk.